# Муромцев Сергій Андрійович
Муромцев Сергій Андрійович (23 вересня 1850, Санкт-Петербург — 4 жовтня 1910, Москва) — російський правознавець, один з основоположників конституційного права Росії, соціолог-позитивіст, публіцист і політичний діяч. Представник соціологічного підходу до права. Професор Московського університету. Голова Першої Державної думи (1906).